# Anabathron rugulosum
Anabathron rugulosum is een slakkensoort uit de familie van de Anabathridae. De wetenschappelijke naam van de soort is voor het eerst geldig gepubliceerd in 1930 door Powell.